# 29641 Kaikloepfer
29641 Kaikloepfer este un asteroid din centura principală de asteroizi.

## Descriere
29641 Kaikloepfer este un asteroid din centura principală de asteroizi. A fost descoperit pe 10 noiembrie 1998 la Socorro, New Mexico, în cadrul proiectului LINEAR. Asteroidul prezintă o orbită caracterizată de o semiaxă mare de 2,30 ua, o excentricitate de 0,12 și o înclinație de 4,0° în raport cu ecliptica.